# Ólafur Arnalds
Ólafur Arnalds (né le 3 novembre 1986 à Mosfellsbær) est un musicien et producteur islandais. Multi-instrumentiste, il joue de la guitare, de la batterie et a également collaboré en tant que batteur aux groupes de heavy metal Fighting Shit et Celestine et a contribué au banjo, à la guitare et au piano au projet My Summer as a Salvation Soldier. Il est également membre du duo Kiasmos avec Janus Rasmussen. Kiasmos a sorti un album et quatre EP depuis 2012.

## Biographie
En 2004, Ólafur Arnalds compose et enregistre trois morceaux (l'introduction et deux finales) pour l'album Antigone du groupe de heavy metal Heaven Shall Burn. Le 12 octobre 2007, il sort son premier album solo Eulogy for Evolution, suivi rapidement par l'EP Variations of Static en 2008. Par ailleurs, il part cette même année en tournée avec le groupe Sigur Rós. Durant un de ses concerts au Barbican Hall de Londres, il affiche pour la première fois complet. En avril 2009, il compose un titre par jour durant une semaine, chaque titre étant immédiatement disponible pendant 24 heures sur le site foundsongs.erasedtapes.com. L'album EP ainsi créé prit le nom de Found Songs.
Il sort en avril 2010 son nouvel album intitulé ...And they Have Escaped the Weight of Darkness. Il compose la bande originale du film Jitters sorti en 2010 et en 2012 en France, ainsi que celle de la série anglaise Broadchurch, créée en 2013. Sur cette création, il dit que son univers musical et celui de Broadchurch sont connectés, partageant « un même sens fort de la mélancolie, mais toujours doublé d’une notion d’espoir et de bonté de l’humanité. Une certitude qu’à la fin, malgré tout, tout ira mieux ».
Il compose la bande originale de la série anglaise Philip K. Dick's Electric Dreams en septembre 2017.

## Discographie
- 2007 : Eulogy for Evolution[4]
- 2008 : Variations of Static[5] (EP)
- 2009 : Found Songs[6] (EP)
- 2009 : Dyad 1909[7] (EP)
- 2010 : ...And they Have Escaped the Weight of Darkness[8]
- 2011 : Living Room Songs[9]
- 2012 : Another Happy Day[10]
- 2013 : For Now I am Winter[11]
- 2014 : Gimme Shelter[12]
- 2015 : Broadchurch[13]
- 2016 : Island Songs[14]
- 2017 : Eulogy For Evolution 2017[15] (restauration et remixage de l'album de 2007)
- 2018 : Re:Member[16]
- 2020 : Some Kind of Peace[17]
- 2022 : Surface (Music from the Original TV Series)[18]
- 2022 : Some Kind of Peace (piano reworks)[19]
- 2023 : It's 2am and i'm not tired